# Oreophryne unicolor
Oreophryne unicolor là một loài ếch trong họ Nhái bầu. Chúng là loài đặc hữu của Tây Papua, Indonesia.
Môi trường sống tự nhiên của chúng là các khu rừng ẩm ướt đất thấp nhiệt đới hoặc cận nhiệt đới.